# チェコ1部リーグ (サッカー)
チェコ1部リーグ（チェコ語: Česká první fotbalová liga）は、チェコのプロサッカーリーグである。スポンサーシップによりチャンス・リガ（Chance liga）の名称が用いられる。

## 概要
2020-21シーズンはプロサッカークラブ計18クラブによって構成されており、チェコ2部リーグとの間で昇格と降格が行われる。リーグ戦形式で開催され、各クラブ34試合を8月から翌年4月にかけて行う。主に試合は週末の土曜日と日曜日に開催されるが、シーズンに数試合は金曜日に開催される。1部リーグに所属する全サッカークラブはチェコ・カップ出場権を手にする。
チェコ1部リーグの開始はチェコスロバキア分離が起こった1993年から1993-94シーズンがスタートし、それまで開催されていたチェコスロバキア1部リーグは解体された。チェコ1部リーグ設立以降、数えて34クラブが1部リーグを経験しており、ACスパルタ・プラハが12回の最多優勝を誇る。スパルタ・プラハに続いてSKスラヴィア・プラハやFCスロヴァン・リベレツ、FCバニーク・オストラヴァそしてFCヴィクトリア・プルゼニらがリーグ優勝を経験している。
過去5シーズンの成績によって確定するUEFA5年ランキングでは、15位にランクインしている。

## 大会形式
リーグ設立当初は、勝利で勝ち点2だったが、1994年から勝ち点3に変更された。順位は1シーズン中に獲得した勝ち点の合計で順位づけされ、同勝ち点で並んだ場合は、両者の直接対戦の成績で順位が決定する。直接対戦の成績でも順位が決まらない際は、得失点差の大小で決まる。

### 1993-2018
この期間は16クラブが1部リーグに参加していた。リーグ戦は8月から翌年5月かけて開催され、ホームとアウェーでそれぞれ2回相手クラブと対戦し、1つのクラブはシーズンを通して30試合行うことになっていた。

### 2018-2020
2018-19シーズン、大会形式が大きく変更された。7月から翌年4月にかけてレギュラーシーズンを行った後、順位によってクラブを3つのグループに区切った。レギュラーシーズン上位6クラブはチャンピオンシップグループへ配属され、ここでのグループ首位クラブが2018-19シーズンのチェコ1部リーグ王者となる。
レギュラーシーズン7位から10位の4クラブは、UEFAヨーロッパリーグ予選2回戦出場を掛けたトーナメントを行い、トーナメント優勝クラブのみがEL予選2回戦出場を手にする。
レギュラーシーズン11位から16位の6クラブは、2部降格グループに送られ、グループ最下位クラブが直接チェコ2部リーグ降格となる。グループ最下位を除く下位2クラブは、チェコ2部リーグ上位2位、3位クラブとの昇格・降格プレーオフに回り、ここで2位または3位クラブに2試合合計スコアで勝利すれば1部リーグ残留となるが、2試合合計スコアで敗れると、対戦相手のクラブと入れ替わる形でチェコ2部リーグ降格が決定する。

### 2020-
2019-20シーズンも2018-19シーズンと同じ大会形式で行われたが、新型コロナウイルス拡大の影響により、2部降格グループは開催されなかった。その後、チェコサッカー協会は、1部リーグからの降格クラブを無くし、2部リーグ優勝クラブと準優勝クラブの2クラブを1部リーグに昇格させた。これにより、2020-21シーズンは18クラブが所属し、各クラブ34試合を行い、成績下位3クラブがプレーオフを行わずにストレートで2部リーグに降格するという規則となった。

## 2023-24シーズン所属クラブ
| クラブ名                                 | ホームタウン                 | ホームスタジアム                                                         | 収容人数 |
| ---------------------------------------- | ---------------------------- | ------------------------------------------------------------------------ | -------- |
| ボヘミアンズ1905                         | プラハ                       | ジョリーチェク                                                           | 6,300    |
| SKディナモ・チェスケー・ブジェヨヴィツェ | チェスケー・ブジェヨヴィツェ | スタディオン・シュトジェレツキー・オストロフ                             | 6,681    |
| FCフラデツ・クラーロヴェー               | フラデツ・クラーロヴェー     | ロコトランス・アレナ                                                     | 5,000    |
| FKヤブロネツ                             | ヤブロネツ・ナド・ニソウ     | スタディオン・ストジェルニツェ                                           | 6,108    |
| MFKカルヴィナー                          | カルヴィナー                 | ミェストスキー・スタディオン・カルヴィナー                               | 4,833    |
| FCスロヴァン・リベレツ                   | リベレツ                     | スタディオン・ウ・ニシ                                                   | 9,900    |
| FKムラダー・ボレスラフ                   | ムラダー・ボレスラフ         | ロコトランス・アレナ                                                     | 5,000    |
| SKシグマ・オロモウツ                     | オロモウツ                   | アンドリュフ・スタディオン                                               | 12,483   |
| FCバニーク・オストラヴァ                 | オストラヴァ                 | メストスキー・スタディオン                                               | 15,123   |
| FCヴィクトリア・プルゼニ                 | プルゼニ                     | トゥサン・アレナ                                                         | 11,700   |
| SKスラヴィア・プラハ                     | プラハ                       | シノー・ティップ・アレナ                                                 | 19,370   |
| 1.FCスロヴァーツコ                       | ウヘルスケー・フラジシュチェ | メストスキー・フォトバロヴィー・スタディオン・ミロスラヴァ・ヴァレンティ | 8,000    |
| ACスパルタ・プラハ                       | プラハ                       | epetアレナ                                                               | 18,944   |
| FKテプリツェ                             | テプリツェ                   | ナ・スティーナドレヒ                                                     | 18,221   |
| FCトリニティ・ズリーン                   | ズリーン                     | レトナー・スタディオン                                                   | 5,783    |
| FKパルドゥビツェ                         | パルドゥビツェ               | CFIGアレナ                                                               | 4,600    |

## スポンサー
1997年、チェコリーグはスポンサーと契約を結ぶようになり、リーグ最初のメインスポンサーは酒などを取り扱うプルゼンスキー・プラズドロイ, a. s.だった。1997-98シーズンから彼らが販売しているガンブリヌス・ビールから名前を取って、リーグの別称をガンブリヌス・リガとした。2008年には、スポンサー契約が2013-14シーズンまで延長された。
2014年5月、リーグ委員会は賭博や興業を行っているシノトとスポンサー契約を結び、リーグ名もシノト・リガに変更された。しかし、2016年1月、両者はスポンサー契約を2015-16シーズンいっぱいで打ち切ることを公表した。
2016年7月、2年間のスポンサー契約を、オンライン保険会社のePojisteni.czと結んだ。これに伴い、リーグ名称がePojisteni.czリガになった。しかし、2017年5月、チェコリーグも管轄していたチェコサッカー協会の会長のスキャンダルが報じられると、イメージダウンを恐れたePojisteni.czが契約を破棄した。
2016年10月、オンラインベッティング会社フォルトゥナa. s.と6年契約を交わした。2018-19シーズンからはリーグ名称がフォルトゥナ・リガに改名されることも合わせて発表された。

## 歴代優勝クラブ・得点王

### 年度別
| シーズン | 優勝クラブ                 | 準優勝クラブ           | 第3位                    | 得点王 (得点数)                           | クラブ                              |
| -------- | -------------------------- | ---------------------- | ------------------------ | ----------------------------------------- | ----------------------------------- |
| 1993-94  | スパルタ・プラハ (1)       | スラヴィア・プラハ     | バニーク・オストラヴァ   | ホルスト・シーグル (20)                   | スパルタ・プラハ                    |
| 1994-95  | スパルタ・プラハ (2)       | スラヴィア・プラハ     | ボビ・ブルノ             | ラデク・ドルラーク (15)                   | ドルノヴィツェ                      |
| 1995-96  | スラヴィア・プラハ (1)     | シグマ・オロモウツ     | ヤブロネツ               | ラデク・ドルラーク (22)                   | ドルノヴィツェ                      |
| 1996-97  | スパルタ・プラハ (3)       | スラヴィア・プラハ     | ヤブロネツ               | ホルスト・シーグル (19)                   | スパルタ・プラハ                    |
| 1997-98  | スパルタ・プラハ (4)       | スラヴィア・プラハ     | シグマ・オロモウツ       | ホルスト・シーグル (13)                   | スパルタ・プラハ                    |
| 1998-99  | スパルタ・プラハ (5)       | テプリツェ             | スラヴィア・プラハ       | ホルスト・シーグル (18)                   | スパルタ・プラハ                    |
| 1999-00  | スパルタ・プラハ (6)       | スラヴィア・プラハ     | ドルノヴィツェ           | ヴラティスラフ・ロクヴェンツ (22)         | スパルタ・プラハ                    |
| 2000-01  | スパルタ・プラハ (7)       | スラヴィア・プラハ     | シグマ・オロモウツ       | ヴィーチェツラフ・トゥマ (15)             | ドルノヴィツェ                      |
| 2001-02  | スロヴァン・リベレツ (1)   | スパルタ・プラハ       | ヴィクトリア・ジシュコフ | イジー・シュタイネル (15)                 | スロヴァン・リベレツ                |
| 2002-03  | スパルタ・プラハ (8)       | スラヴィア・プラハ     | ヴィクトリア・ジシュコフ | イジー・コヴァリーク (16)                 | 1.FCシノト                          |
| 2003-04  | バニーク・オストラヴァ (1) | スパルタ・プラハ       | シグマ・オロモウツ       | マレク・ハインツ (19)                     | バニーク・オストラヴァ              |
| 2004-05  | スパルタ・プラハ (9)       | スラヴィア・プラハ     | テプリツェ               | トマーシュ・ユン (14)                     | スパルタ・プラハ                    |
| 2005-06  | スロヴァン・リベレツ (2)   | ムラダー・ボレスラフ   | スラヴィア・プラハ       | ミラン・イヴァナ (11)                     | スロヴァーツコ                      |
| 2006-07  | スパルタ・プラハ (10)      | スラヴィア・プラハ     | ムラダー・ボレスラフ     | ルボシュ・ペツカ (16)                     | ムラダー・ボレスラフ                |
| 2007-08  | スラヴィア・プラハ (2)     | スパルタ・プラハ       | バニーク・オストラヴァ   | ヴァーツラフ・スヴェルコシュ (15)         | バニーク・オストラヴァ              |
| 2008-09  | スラヴィア・プラハ (3)     | スパルタ・プラハ       | スロヴァン・リベレツ     | アンドレイ・ケリッチ (15)                 | スロヴァン・リベレツ                |
| 2009-10  | スパルタ・プラハ (11)      | ヤブロネツ             | バニーク・オストラヴァ   | ミハル・オルドシュ (12)                   | シグマ・オロモウツ                  |
| 2010-11  | ヴィクトリア・プルゼニ (1) | スパルタ・プラハ       | ヤブロネツ               | ダヴィト・ラファタ (19)                   | ヤブロネツ                          |
| 2011-12  | スロヴァン・リベレツ (2)   | スパルタ・プラハ       | ヴィクトリア・プルゼニ   | ダヴィト・ラファタ (25)                   | ヤブロネツ                          |
| 2012-13  | ヴィクトリア・プルゼニ (2) | スパルタ・プラハ       | スロヴァン・リベレツ     | ダヴィト・ラファタ (20)                   | ヤブロネツ, ヴィクトリア・プルゼニ  |
| 2013-14  | スパルタ・プラハ (12)      | ヴィクトリア・プルゼニ | ムラダー・ボレスラフ     | ヨセフ・フシュバウエル (18)               | スパルタ・プラハ                    |
| 2014-15  | ヴィクトリア・プルゼニ (3) | スパルタ・プラハ       | ヤブロネツ               | ダヴィト・ラファタ (20)                   | スパルタ・プラハ                    |
| 2015-16  | ヴィクトリア・プルゼニ (4) | スパルタ・プラハ       | スロヴァン・リベレツ     | ダヴィト・ラファタ (20)                   | スパルタ・プラハ                    |
| 2016-17  | スラヴィア・プラハ (4)     | ヴィクトリア・プルゼニ | スパルタ・プラハ         | ミラン・シュコダ/ ダヴィト・ラファタ (15) | スラヴィア・プラハ/スパルタ・プラハ |
| 2017-18  | ヴィクトリア・プルゼニ (5) | スパルタ・プラハ       | ヤブロネツ               | ミハエル・クルメンチーク (16)             | ヴィクトリア・プルゼニ              |
| 2018-19  | スラヴィア・プラハ (5)     | ヴィクトリア・プルゼニ | スパルタ・プラハ         | ニコライ・コムリチェンコ (29)             | ムラダー・ボレスラフ                |
| 2019-20  | スラヴィア・プラハ (6)     | ヴィクトリア・プルゼニ | スパルタ・プラハ         | リボル・コザーク/ ペタル・ムサ (14)       | スパルタ・プラハ/スラヴィア・プラハ |
| 2020-21  | スラヴィア・プラハ (7)     | スパルタ・プラハ       | ヤブロネツ               | ヤン・クフタ/ アダム・フロジェク (15)     | スラヴィア・プラハ/スパルタ・プラハ |
| 2021-22  | ヴィクトリア・プルゼニ (6) | スラヴィア・プラハ     | スパルタ・プラハ         | ジャン-ダビド・ビューゲル (19)            | ヴィクトリア・プルゼニ              |
| 2022-23  | スパルタ・プラハ (13)      | スラヴィア・プラハ     | ヴィクトリア・プルゼニ   |                                           |                                     |

### クラブ別
2021-22シーズン終了時点
クラブ別の優勝割合
| クラブ                 | 優勝 | 準優勝 | 優勝シーズン |
| ---------------------- | ---- | ------ | --- |
| スパルタ・プラハ       | 13   | 10     | 1993-94, 1994-95, 1996-97, 1997-98, 1998-99, 1999-00, 2000-01, 2002-03, 2004-05, 2006-07, 2009-10, 2013-14, 2022-23 |
| スラヴィア・プラハ     | 7    | 12     | 1995-96, 2007-08, 2008-09, 2016-17, 2018-19, 2019-20, 2020-21                                                       |
| ヴィクトリア・プルゼニ | 6    | 4      | 2010-11, 2012-13, 2014-15, 2015-16, 2017-18, 2021-22                                                                |
| SKスラヴィア・プラハ   | 3    | 0      | 2001-02, 2005-06, 2011-12                                                                                           |
| バニーク・オストラヴァ | 1    | 0      | 2003-04 |
| シグマ・オロモウツ     | 0    | 1      | ─ |
| テプリツェ             | 0    | 1      | ─ |
| ムラダー・ボレスラフ   | 0    | 1      | ─ |
| ヤブロネツ             | 0    | 1      | ─ |

## 通算成績表
2022年8月5日現在
リーグが創設された1993年以降の通算順位表
| 順位 | クラブ                                    | シーズン | 試合数 | 勝利 | 引分 | 敗北 | 得点 | 失点 | 得失点 | 勝ち点 | 2021-22シーズン所属   |
| ---- | ----------------------------------------- | -------- | ------ | ---- | ---- | ---- | ---- | ---- | ------ | ------ | --------------------- |
| 1    | ACスパルタ・プラハ                        | 29       | 889    | 552  | 186  | 151  | 1672 | 740  | 932    | 1824   | 1部リーグ             |
| 2    | SKスラヴィア・プラハ                      | 29       | 889    | 479  | 230  | 180  | 1507 | 804  | 703    | 1651   | 1部リーグ             |
| 3    | FCスロヴァン・リベレツ                    | 29       | 887    | 382  | 244  | 261  | 1180 | 958  | 222    | 1379   | 1部リーグ             |
| 4    | FCヴィクトリア・プルゼニ                  | 25       | 769    | 374  | 183  | 212  | 1164 | 837  | 327    | 1293   | 1部リーグ             |
| 5    | FKバウミト・ヤブロネツ                    | 28       | 859    | 338  | 243  | 278  | 1154 | 1000 | 154    | 1257   | 1部リーグ             |
| 6    | SKシグマ・オロモウツ                      | 27       | 823    | 313  | 232  | 278  | 1043 | 950  | 93     | 1157   | 1部リーグ             |
| 7    | FCバニーク・オストラヴァ                  | 28       | 860    | 298  | 253  | 309  | 1122 | 1090 | 32     | 1133   | 1部リーグ             |
| 8    | FKテプリツェ                              | 26       | 794    | 282  | 228  | 284  | 979  | 985  | −6     | 1074   | 1st tier              |
| 9    | FCズブロヨフカ・ブルノ                    | 25       | 754    | 247  | 197  | 310  | 873  | 1005 | −132   | 928    | 1部リーグ             |
| 10   | FKムラダー・ボレスラフ                    | 18       | 558    | 228  | 144  | 186  | 841  | 731  | 110    | 828    | 1部リーグ             |
| 11   | 1.FCスロヴァーツコ                        | 20       | 616    | 213  | 160  | 243  | 722  | 761  | −39    | 799    | 1部リーグ             |
| 12   | 1. FKプシーブラム                         | 22       | 672    | 191  | 172  | 309  | 697  | 986  | −289   | 745    | 2部リーグ             |
| 13   | SKディナモ・チェスケー・ブジェヨヴィツェ  | 21       | 638    | 182  | 177  | 279  | 673  | 944  | −271   | 712    | 1部リーグ             |
| 14   | ボヘミアンズ1905                          | 20       | 618    | 171  | 178  | 269  | 625  | 852  | −227   | 683    | 1部リーグ             |
| 15   | FCファスタフ・ズリーン                    | 17       | 526    | 150  | 139  | 237  | 511  | 730  | −219   | 579    | 1部リーグ             |
| 16   | FKヴィクトリア・ジシュコフ                | 14       | 420    | 144  | 106  | 170  | 478  | 539  | −61    | 526    | 3部リーグ             |
| 17   | FCフラデツ・クラーロヴェー                | 15       | 455    | 115  | 127  | 213  | 418  | 653  | −235   | 463    | 1部リーグ             |
| 18   | 1.FKドルノヴィツェ                        | 10       | 300    | 114  | 67   | 119  | 392  | 398  | −6     | 396    | Dissolved in 2006     |
| 19   | SFCオパヴァ                               | 11       | 342    | 83   | 89   | 170  | 347  | 532  | −185   | 338    | 2部リーグ             |
| 20   | FKデュクラ・プラハ                        | 9        | 275    | 77   | 76   | 122  | 325  | 420  | −95    | 306    | 2部リーグ             |
| 21   | FKフメル・ブルジャニ                      | 8        | 240    | 67   | 63   | 110  | 255  | 350  | −95    | 264    | Dissolved in 2016     |
| 22   | FCヴィソチナ・イフラヴァ                  | 7        | 210    | 55   | 61   | 94   | 221  | 315  | −94    | 226    | 2部リーグ             |
| 23   | MFK OKDカルヴィナー                       | 6        | 197    | 42   | 55   | 100  | 208  | 305  | −97    | 181    | 2部リーグ             |
| 24   | SKクラドノ                                | 4        | 120    | 28   | 30   | 62   | 99   | 173  | −74    | 114    | 4部リーグ             |
| 25   | FKフヴェズダ・ヘプ                        | 3        | 90     | 29   | 26   | 35   | 95   | 121  | −26    | 100    | 4部リーグ             |
| 26   | FKパルドゥビツェ                          | 2        | 69     | 24   | 17   | 28   | 83   | 110  | −27    | 89     | 1部リーグ             |
| 27   | FKバニーク・モスト1909                    | 3        | 90     | 19   | 30   | 41   | 96   | 140  | −44    | 87     | 2016年解散            |
| 28   | FKボヘミアンズ・プラハ (ストシーシュコフ) | 2        | 60     | 14   | 8    | 38   | 60   | 111  | −51    | 50     | 2016年解散            |
| 29   | MFK OKDカルヴィナー                       | 2        | 60     | 12   | 12   | 36   | 53   | 105  | −52    | 48     | MFKカルヴィナーと合併 |
| 30   | ズノイモ                                  | 1        | 30     | 6    | 9    | 15   | 32   | 49   | −17    | 27     | 3部リーグ             |
| 31   | ウースチー・ナド・ラベム                  | 1        | 30     | 4    | 7    | 19   | 22   | 67   | −45    | 19     | 3部リーグ             |
| 32   | ウヘルスケー・フラジシュチェ              | 1        | 30     | 3    | 8    | 19   | 19   | 65   | −46    | 17     | スロヴァーツコと合併  |
| 33   | ヴィートコヴィツェ                        | 1        | 30     | 3    | 7    | 20   | 22   | 64   | −42    | 13     | 2部リーグ             |
| 34   | シュヴァルツ・ベネショフ                  | 1        | 30     | 3    | 3    | 24   | 23   | 78   | −55    | 12     | 3部リーグ             |
| 35   | ラーズニェ・ボフダネチュ                  | 1        | 30     | 2    | 5    | 23   | 18   | 61   | −43    | 11     | 2000年に解散          |